# Штаймбке
Штаймбке (нім. Steimbke) — громада в Німеччині, розташована в землі Нижня Саксонія. Входить до складу району Нінбург. Центр об'єднання громад Штаймбке.
Площа — 63,06 км2. Населення становить 2428 ос. (станом на 31 грудня 2021).